# Ljubymiwka (Dnipro)
Ljubymiwka (ukrainisch Любимівка; russisch Любимовка Ljubimowka) ist ein Dorf in der ukrainischen Oblast Dnipropetrowsk mit etwa 2500 Einwohnern (2024).

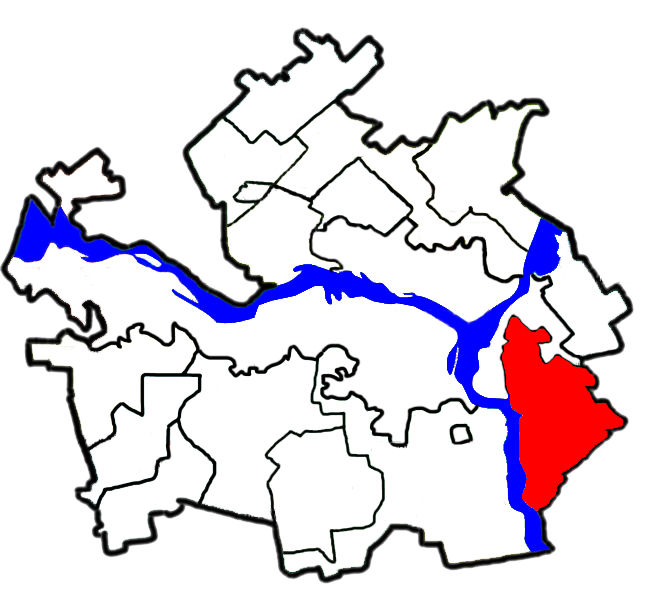
Gemeindegebiet der Landratsgemeinde Ljubymiwka innerhalb des Rajon Dnipro

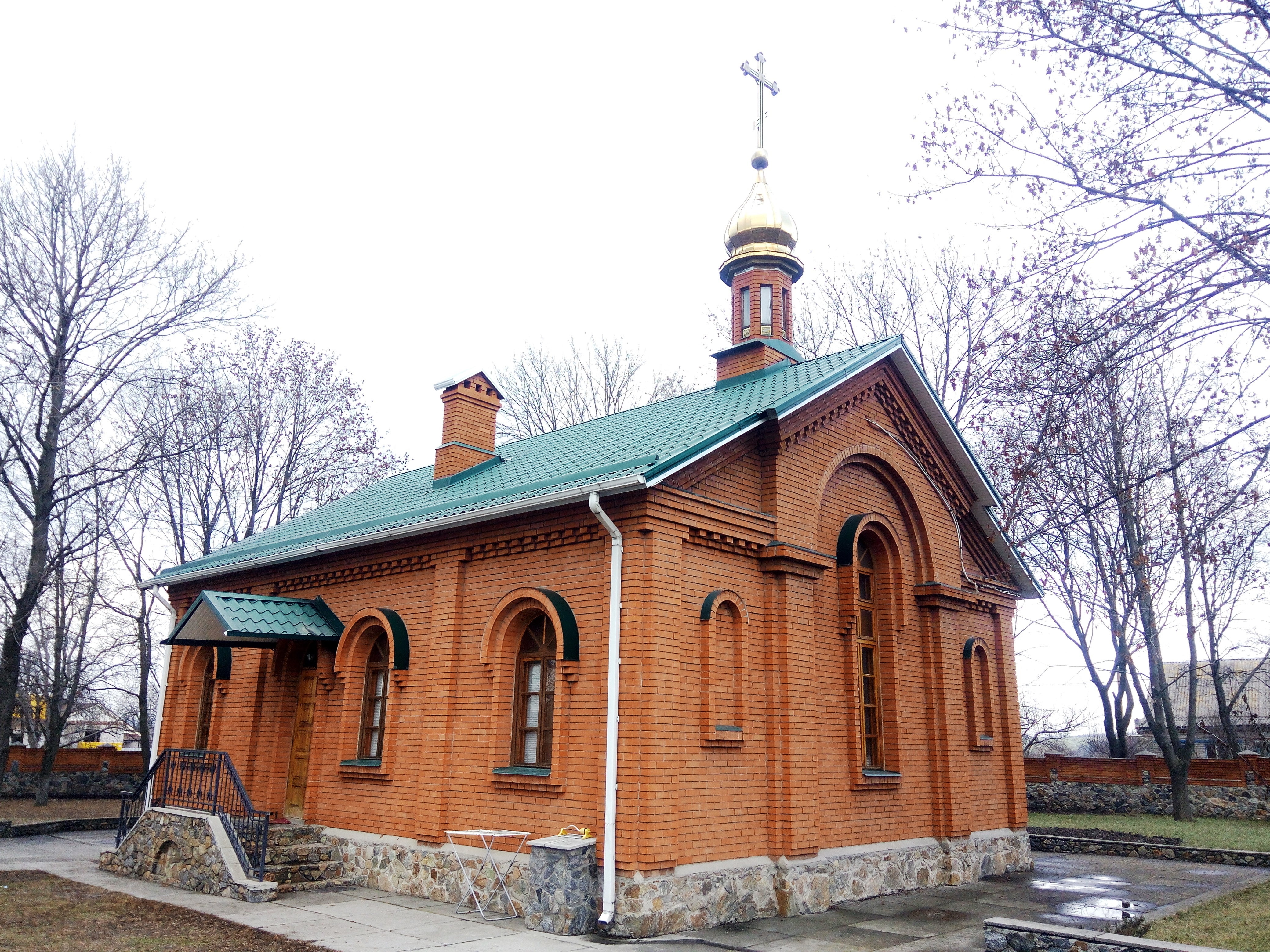
Kirche im Ort

Das Dorf liegt am zum Saporischja-Stausee angestauten Dnepr gegenüber der Festung Kodak. Das Zentrum der Stadt Dnipro liegt 15 km nordwestlich von Ljubymiwka.

## Verwaltungsgliederung
Am 25. August 2016 wurde das Dorf zum Zentrum der neugegründeten Landgemeinde Ljubymiwka (Любимівська сільська громада/Ljubymiwska silska hromada). Zu dieser zählten auch die 5 in der untenstehenden Tabelle aufgelisteten Dörfer, bis dahin bildete es zusammen mit den Dörfern Persche Trawnja und Prydniprjanske die gleichnamige Landratsgemeinde Ljubymiwka (Любимівська сільська рада/Ljubymiwska silska rada) im Osten des Rajons Dnipro.
Folgende Orte sind neben dem Hauptort Ljubymiwka Teil der Gemeinde:
| Name                     | Name           | Name                              |
| ukrainisch transkribiert | ukrainisch     | russisch                          |
| ------------------------ | -------------- | --------------------------------- |
| Dibrowa                  | Діброва        | Диброва                           |
| Persche Trawnja          | Перше Травня   | Перше Травня                      |
| Prydniprjanske           | Придніпрянське | Приднепрянское (Pridneprjanskoje) |
| Wessele                  | Веселе         | Весёлое (Wessjoloje)              |
| Woroniwka                | Воронівка      | Вороновка (Woronowka)             |